# Anastasija Baburowa
Anastasija Eduardowna Baburowa (ros. Анастасия Эдуардовна Бабурова; ur. 30 listopada 1983 w Sewastopolu, zm. 19 stycznia 2009 w Moskwie) – rosyjska dziennikarka "Nowej Gaziety", działaczka anarchistyczna. 

## Życiorys
Ukończyła studia dziennikarskie na Uniwersytecie im. Łomonosowa w Moskwie. 
Była działaczką ruchu Inna Rosja, badała działalność grup neonazistowskich. Współpracowała z organizacją anarchistyczną Akcja Autonomiczna. Została zamordowana wraz z innym rosyjskim dziennikarzem i adwokatem Stanisławem Markiełowem 19 stycznia 2009. Oboje zginęli od strzału w głowę.
Jest czwartą zamordowaną dziennikarką, pracującą dla Nowej Gazety.
Według rosyjskiego analityka Pawła Felgenhauera szczegóły zabójstwa wskazują, że dokonano go na wewnętrzne zlecenie Federalnej Służby Bezpieczeństwa Federacji Rosyjskiej.
Po zabójstwie w samej Rosji oraz w Niemczech i Polsce odbyły się protesty przeciwko państwowym represjom w Rosji.